# Szende Béla (politikus)
Keresztesi Szende Béla (született Frummer) (Lugos, 1823. április 4. – Gavosdia, 1882. augusztus 18.) magyar politikus, honvédelmi miniszter, császári és királyi valóságos belső titkos tanácsos, a Vaskorona-rend I. osztályú lovagja, a Szent István rend vitéze a Török Medjidje rend II. osztályú tulajdonosa, szeged szabad királyi város I. kerületének országgyűlési képviselője, magyar királyi honvéd ezredes, Krassó vármegye alispánja, az oravicai és lugosi választókerületnek országgyűlési képviselője.

A keresztesi Szende család címere (a Siebmacher féle könyvből)

## Családja és származása
A 18. század végén nemesített Frummer, majd névváltoztatás után "Szende" családnak a sarja. Apja keresztesi Szende Zsigmond (1795–1879), több vármegye táblabírája, a lipcsei emlék-kereszt tulajdonosa, földbirtokos, anyja Liszka Franciska (1801–1885). Az apai nagyszülei Frummer Fülöp, Arad vármegye főpénztárnoka, és Gerigner Magdolna voltak; Frummer Fülöp, testvéreivel együtt 1798. november 23-én magyar nemességet, családi címert és a "keresztesi" nemesi előnév adományozásában részesültek I. Ferenc magyar királytól. Frummer Zsigmond unokaöccsével Frummer Lászlóval együtt magukra és utódaikra nézve V. Ferdinánd magyar király engedelmével a Frummer nevet „Szende“ névvel átcserélték.

## Élete
Alsóbb és felsőbb iskoláit szülővárosában, majd Szegeden, Kassán és Pesten végezte- Ugyanitt ügyvédi oklevelet szerzett, ezt követően az 1840-es évek folyamán Krassó vármegye aljegyzője, majd főügyésze volt. Honvédként részt vett az 1848–49-es szabadságharcban, harcolt Kápolnánál, Tarcalnál, Isaszegnél, Nagysallónál és különösen kitüntette magát a Budai vár ostrománál. Századosi rangot ért el. A világosi fegyverletételt követően visszavonult gavosdiai birtokára, ahol gazdálkodással foglalkozott.
1860-ban Krassó vármegye alispánjává, 1865–68-ra országgyűlési képviselőnek választották meg. A kiegyezést követően Arad vármegye főispánja, 1869. január 2-a és 1872 között tanácsos volt a honvédelmi minisztériumban, 1872. december 15-től haláláig pedig honvédelmi miniszter volt a Szlávy-, a Bittó-, a Wenckheim- és végül a Tisza Kálmán-kormányban. Váratlanul hunyt el gavosdiai birtokán.
Az I. osztályú vaskoronarend tulajdonosa, Szent István-rend lovagja, a II. osztályú Medsidje-rend tulajdonosa volt.

## Házassága és leszármazottjai
Felesége Bee Anna (1830–Budavár, 1872. április 14.) asszony, akitől született:
- Szende Béla (1854 – Lugos, 1909. április 28.), Krassó-Szörény vármegye árvaszéki elnöke, országgyűlési képviselője, törvényhatósági bizottsági tagja.[8]
- Szende Erzsébet (1855–?)
- Szende Zsigmond (1856 – Budapest, 1911. január 1.) MÁV főellenőr.[9] Neje: Cosulich Otília.
- Szende Ilma (1857–Budapest, 1907. március 23.).[10] Férje: krassai Kerpely Antal (1836 – Selmecbánya, 1907. július 22.), magyar királyi miniszteri tanácsos, a Magyar Tudományos Akadémia tagja, a Lipót-rend és a III. osztályú vaskorona-rend lovagja.[11]

## További információ
Eötvös Károly: Szende Béla. In: Eötvös Károly munkái V. Magyar alakok. Bp, 1901. 66-73. old. Online
| Elődje: Szlávy József | Honvédelmi miniszter 1872. december 15. – 1882. augusztus 18. | Utódja: ifj. Ráday Gedeon |